# Conistra faillae
Conistra faillae är en fjärilsart som beskrevs av Turati. Conistra faillae ingår i släktet Conistra och familjen nattflyn. Inga underarter finns listade i Catalogue of Life.